# 亚洲国际友好学院
亚洲国际友好学院，简称亚院（STBA-PIA），是印尼教育部批准的唯一一所可颁发华文专业本科文凭的民办高等院校。该校由印尼苏北华社慈善与教育联谊会于2008年8月20日建立，建校资金由苏门答腊北部数个华人团体以及马来西亚星洲媒体集团捐助。该校获得了华南师范大学教学课程及提供师资方面的协助。此外，中国海外交流协会和广东省海外交流协会也协助该校寻找师资，所有被派往该校执教的中国讲师薪水均由中国政府支付。

## 姐妹学院
- 韩江传媒大学学院（马来西亚）[2]